# Роудстър
Роудстърът (на английски: roadster) е открит двуместен автомобил, като при класическия вариант страничните стъкла липсват. Съвременният роудстър представлява двуместен автомобил със сгъваем покрив и без фиксирани прозоречни рамки, като се доближава до леката спортна кола.